# Cerinto
Cerinto fue un líder de una secta de finales del siglo I o principios del siglo II, una ramificación de los Ebionitas, similar al Gnosticismo en algunos aspectos e interesante porque muestra el amplio rango de conclusiones a las que podían llegarse a partir de la vida y enseñanzas de Jesús. Cerinto es recordado en la historia primitiva de la Iglesia cristiana por haber sido un heresiarca, o sea un líder herético de una secta. Se cree que fue contemporáneo de San Juan, quien según la tradición escribió el cuarto Evangelio contra él y sus enseñanzas. No solo fue contemporáneo de San Juan, sino que lo persiguió con esmero, y trató de suplantarlo.
Según los Alogis, Cerinto es el verdadero autor del Evangelio de Juan y del Apocalipsis.

## Enseñanzas
Se desconocen las fechas de su nacimiento y muerte. En la provincia romana de Asia fundó una escuela, pero ninguno de los escritos de Cerinto han sobrevivido. Como es usual, se pueden interpretar sus enseñanzas solo a través de lo que reportaban sus enemigos ortodoxos. Para la época en que se tienen los recuentos más detallados de las enseñanzas de Cerinto, de Epifanio en el siglo IV, los recuentos vienen de segunda y tercera mano y no son completamente de fiar.
El recuento más temprano sobre Cerinto lo da Ireneo en su refutación del Gnosticismo, Adversus haereses (I: xxvi; III: iii y xi), escrito alrededor del año 170. De acuerdo con Ireneo, Cerinto, un hombre educado en la sabiduría de los egipcios, decía tener inspiración angelical. Enseñó que el mundo visible y los cielos no fueron hechos por un ser supremo, sino por un poder menor (el Demiurgo) distinto de él, que no conocía de la existencia de Dios. La ley judía se volvía entonces sagrada y esencial para la salvación.
Cerinto distinguió entre el Jesús humano y el Cristo. Negó el nacimiento sobrenatural de Jesús, haciéndolo hijo de José y María, y distinguiéndolo de Cristo, que descendió sobre él en el bautismo y lo dejó de nuevo en su crucifixión. También se decía que Cerinto enseñó que Jesús se levantará de entre los muertos en el Último Día, cuando todos los hombres se levanten con él. En ese sentido, era similar a un ebionita en su cristología, pero gnóstico en su doctrina de la creación.
Cerinto creía en un milenio feliz que sería realizado en la tierra antes de la resurrección y en el reinado espiritual de Dios en el cielo.
De acuerdo con Ireneo, Policarpo de Esmirna contaba la historia de que San Juan el Divino, en particular, se decía que temía tanto a Cerinto que una vez huyó de un baño cuando se enteró de que Cerinto estaba dentro, gritando "¡Huyamos antes de que el edificio se venga abajo, pues Cerinto, el enemigo de la verdad, está dentro!".
Entre las enseñanzas de Cerinto que eran opuestas a las de los apóstoles y otros padres de la Iglesia se encuentran las siguientes:
- Una deidad menor creó el mundo físico.
- Jesús el hombre y "Cristo" el espíritu divino no eran el mismo.
- Justificación por las obras, en particular la observancia ceremonal del judaísmo.

Cerinto podría haber sido el supuesto receptor del Apócrifo de Santiago (codex I, texto 2 de los Manuscritos de Nag Hammadi), aunque el nombre escrito ahí es casi ilegible. Algunos Padres de la Iglesia detractores del libro conocido como Apocalipsis de San Juan atribuían la autoría del mismo a Cerinto, debido principalmente a la semejanza doctrinal entre sus enseñanzas y la época del Milenio descrita en el libro.